# Liste der Bodendenkmäler in Zirndorf
Auf dieser Seite sind die Bodendenkmäler in der mittelfränkischen Gemeinde Zirndorf zusammengestellt. Diese Tabelle ist eine Teilliste der Liste der Bodendenkmäler in Bayern. Grundlage ist die Bayerische Denkmalliste, die auf Basis des Bayerischen Denkmalschutzgesetzes vom 1. Oktober 1973 erstmals erstellt wurde und seither durch das Bayerische Landesamt für Denkmalpflege geführt wird. Die folgenden Angaben ersetzen nicht die rechtsverbindliche Auskunft der Denkmalschutzbehörde.

## Bodendenkmäler der Gemeinde Zirndorf

### Bodendenkmäler in der Gemarkung Leichendorf
| Lage                   | Objekt | Akten-Nr.     | Bild |
| ---------------------- | --- | ------------- | ---- |
| Leichendorf (Standort) | Freilandstation des Mesolithikums, Siedlung der Bronzezeit sowie Begräbnisplatz mit Bestattungen der Hallstattzeit in Grabhügeln. | D-5-6531-0088 |      |
| Leichendorf (Standort) | Siedlung der frühen und mittleren Latènezeit.                                                                                     | D-5-6531-0091 |      |
| Leichendorf (Standort) | Handwerksplatz vor- und frühgeschichtlicher oder mittelalterlicher Zeitstellung.                                                  | D-5-6531-0092 |      |
| Leichendorf (Standort) | Siedlung des Neolithikums. | D-5-6531-0093 |      |

### Bodendenkmäler in der Gemarkung Weinzierlein
| Lage                    | Objekt                                                           | Akten-Nr.     | Bild |
| ----------------------- | ---------------------------------------------------------------- | ------------- | ---- |
| Weinzierlein (Standort) | Bestattungsplatz mit Grabhügeln vorgeschichtlicher Zeitstellung. | D-5-6531-0098 |      |
| Weinzierlein (Standort) | Bestattungsplatz mit Grabhügeln vorgeschichtlicher Zeitstellung. | D-5-6531-0099 |      |
| Weinzierlein (Standort) | Siedlung der späten Bronzezeit.                                  | D-5-6531-0102 |      |
| Weinzierlein (Standort) | Siedlung vor- und frühgeschichtlicher Zeitstellung.              | D-5-6531-0104 |      |
| Weinzierlein (Standort) | Siedlung der späten Bronzezeit.                                  | D-5-6531-0192 |      |

### Bodendenkmäler in der Gemarkung Weitersdorf
| Lage                   | Objekt                                                           | Akten-Nr.     | Bild |
| ---------------------- | ---------------------------------------------------------------- | ------------- | ---- |
| Weitersdorf (Standort) | Bestattungsplatz mit Grabhügeln vorgeschichtlicher Zeitstellung. | D-5-6531-0067 |      |

### Bodendenkmäler in der Gemarkung Zirndorf
| Lage                | Objekt | Akten-Nr.     | Bild |
| ------------------- | --- | ------------- | ---- |
| Zirndorf (Standort) | Untertägige Teile der hoch- und spätmittelalterlichen Burganlage Alte Veste bei Zirndorf.                                                           | D-5-6531-0074 |      |
| Zirndorf (Standort) | Archäologische Befunde im Bereich der frühneuzeitlichen Feldbefestigung Wallensteins.                                                               | D-5-6531-0075 |      |
| Zirndorf (Standort) | Freilandstation des Mesolithikums. | D-5-6531-0082 |      |
| Zirndorf (Standort) | Siedlung der Hallstattzeit. | D-5-6531-0083 |      |
| Zirndorf (Standort) | Mittelalterliche und frühneuzeitliche Befunde im Bereich der evangelisch-lutherischen Pfarrkirche St. Rochus und ihrer Vorgängerbauten in Zirndorf. | D-5-6531-0181 |      |
| Zirndorf (Standort) | Untertägige Bestandteile der spätmittelalterlichen und frühneuzeitlichen Wasserver- bzw. Abwasserentsorgung im historischen Ortskern von Zirndorf.  | D-5-6531-0198 |      |